# Cécile McLorin Salvant
Cécile McLorin Salvant (1989, Miami) is een Amerikaanse jazzzangeres. In 2010 won zij de eerste prijs in de Thelonious Monk International Jazz Competition. Kort daarna bracht zij haar eerste album Cecile uit. Haar tweede album, WomanChild, werd in 2013 uitgebracht bij Mack Avenue Records. In 2016 en 2018 won zij een Grammy Award in de categorie Best Jazz Vocal Album.

## Biografie
Salvant werd geboren in Miami, Florida. Haar vader is een Haïtiaanse dokter en haar Franse moeder is de oprichter en directeur van een Franstalige school in Miami. Salvant had vanaf vijfjarige leeftijd pianoles en begon op achtjarige leeftijd met zingen in de Miami Choral Society. Vervolgens kreeg ze belangstelling voor klassieke zang en studeerde ze in eerste instantie met privédocenten en later bij Edward Walker, zangdocent aan de Universiteit van Miami.
In 2007 verhuisde Salvant naar Aix-en-Provence in Frankrijk. Daar studeerde ze zowel rechten aan de Universiteit van Aix-Marseille, als klassieke zang en barokzang aan het Darius Milhaud Conservatorium. Ze studeerde er bij de rietblazer en docent Jean-François Bonnel. Ook zong ze hier in haar eerste band.
In 2010 bracht Salvant haar eerste album Cecile uit. Kort daarna, op de leeftijd van 21, won zij de Thelonious Monk International Jazz Competition voor zang. De eerste prijs omvatte onder andere een platencontract bij Mack Avenue Records, waar zij haar volgende twee albums uitbracht.
Haar tweede album WomanChild werd in 2013 uitgebracht. WomanChild werd in 2014 genomineerd voor een Grammy Award in de categorie Best Vocal Jazz Album. De nummers op dit album zijn zowel eigen composities als composities daterend van de 19e eeuw tot en met de 21e eeuw.  In 2014 won Salvant in vier categorieën van de Down Beat Critics Poll: Jazz Album of the Year, Female Vocalist, Rising Star–Jazz Artist and Rising Star–Female Vocalist.
In september 2015 bracht Salvant haar derde album uit bij Mack Avenue Records, getiteld For One to Love.  Op dit album gaat de aandacht uit naar vrouwen en onafhankelijkheid. Het bevat vijf eigen nummers en een aantal jazzstandards. In 2016 won het album een Grammy Award in de categorie Best Vocal Jazz Album.
Haar vierde album The Window werd in september 2018 uitgebracht. Het bevat 17 nummers, grotendeels duetten met pianist Sullivan Fortner. Eén nummer is van Salvant zelf en de rest is door anderen geschreven.
Volgens Salvant zelf is ze vooral beïnvloed door jazzzangeres Sarah Vaughan. Daarnaast is ze ook sterk beïnvloed door zangeressen als Billie Holiday, Bessie Smith en Betty Carter. Ze componeert zelf muziek en schrijft teksten in het Frans, haar moedertaal, en Spaans. Ze verzorgde de zang in de reclamecampagne voor Chance van Chanel.

## Prijzen
- Thelonious Monk International Jazz Competition (2010)
- Jazz Album of the Year, Down Beat Critics Poll, WomanChild (2014)
- Best Vocal Jazz Album, Grammy Award nominatie, WomanChild (2014)
- Top Vocal Album,  NPR Music Jazz Critics Poll 2014, WomanChild,
- Female Vocalist of the Year, 2015, Jazz Journalists Association
- Top Vocal Album, NPR Music Jazz Critics Poll 2015, For One to Love
- Grammy Award voor Best Jazz Vocal Album 2016, For One to Love
- Paul Acket Award, 2016
- Grammy Award voor Best Jazz Vocal Album 2018, Dreams and Daggers[1]
- Jazz Journalists Association's Jazz Award voor Female Vocalist of the Year (2022)[2]
- Edison Internationaal Vocaal voor het album Ghost Song (2022) [3]

## Discography

### Als hoofadartiest
- Cécile & the Jean-François Bonnel Paris Quintet (Sysmo, 2010)
- WomanChild (Justin Time, 2013)
- For One to Love (Mack Avenue, 2015)
- Dreams and Daggers (Mack Avenue, 2017)
- The Window, met Sullivan Fortner (Mack Avenue, 2018)
- Ghost Song (Nonesuch, 2022)
- Mélusine (2023)

### Samenwerking en verzamelalbums
- Jacky Terrasson, "Je te veux" en "Oh My Love" op Gouache (Universal, 2012)
- It's Christmas on Mack Avenue (Mack Avenue, 2014)
- Federico Britos Presents Hot Club of the Americas (2015)
- Jazz at Lincoln Center Orchestra, Big Band Holidays (2015)
- Fred Nardin, Jon Boutellier, Watt's (2016)
- Jimmy Heath, "Left Alone" op Love Letter (Verve, 2020)

- Bibliothèque nationale de France: cb166680873 (data)
- Gemeinsame Normdatei: 1049275330
- International Standard Name Identifier: 0000 0004 0296 1665
- Library of Congress Control Number: no2014018800
- MusicBrainz: c12e6a0e-2317-40d1-b092-cc70f50fd548
- Nationale Bibliotheek van Tsjechië: pag2017959400
- Système universitaire de documentation: 178548480
- Virtual International Authority File: 298894368
- WorldCat: E39PBJrKQkt3dMjCVvx8XXP84q

1. ↑  Jazziz Magazine, 2018 GRAMMYS – Jazz and blues winners, 30 januari 2018
2. ↑  2022 Winners for Jazz Performance and Recordings. JJA Jazz Awards (3 mei 2022).
3. ↑  Edisons website